# 10143 Kamogawa
10143 Kamogawa eller 1994 AP1 är en asteroid i huvudbältet, som upptäcktes den 8 januari 1994 av den japanske amatörastronomen Atsushi Sugie i Dynic-observatoriet. Den är uppkallad efter den japanska floden Kamogawa.
Asteroiden har en diameter på ungefär 22 kilometer.